# Diane Morgan
Diane Morgan (* 5. Oktober 1975 in Bolton) ist eine britische Schauspielerin und Komikerin. Besondere Bekanntheit erlangte sie mit ihrer Kunstfigur Philomena Cunk, einer ignoranten aber gutgläubigen Journalistin, mit der sie tatsächliche Experten interviewt und dabei abwegige Fragen stellt und haltlose Thesen vertritt. In der Rolle war sie regelmäßig in der Comedy-Serie Charlie Brooker’s Weekly Wipe sowie in den BBC-Mockumentarys Cunk on Britain, Cunk on Christmas, Cunk on Shakespeare und Cunk on Earth.

## Leben
Diane Morgan wuchs in Farnworth und Kearsley bei Bolton auf, ihr Vater war Physiotherapeut, ihre Mutter Hausfrau. Sie besuchte die George Tomlinson School (heute: Kearsley Academy).
Mit 20 Jahren besuchte sie die East 15 Drama School, konnte zunächst aber keine Arbeit als Schauspielerin finden und arbeitete fünf Jahre im Telefonverkauf. 2004 oder 2005 begann sie als Stand-up-Comedian aufzutreten. 2013 trat sie zum ersten Mal in der Comedyserie Charlie Brooker's Weekly Wipe in der Rolle Philomena Cunk auf, was ihr zum Durchbruch verhalf.

## Filmografie
- 2011–2012: Mount Pleasant (Fernsehserie, 12 Episoden)
- 2012: The Work Experience (Fernsehserie, 6 Episoden)
- 2012: Him & Her (Fernsehserie, 3 Episoden)
- 2014: Utopia (Fernsehserie, 1 Episode)
- 2016: Ein ganzes halbes Jahr (Me Before You)
- 2016–2018: Cunk on Britain (Miniserie, 6 Episoden)
- 2016–2022: Motherland
- 2019–2024: Mandy (Fernsehserie, 14 Episoden)
- 2019–2022: After Life (Fernsehserie, 18 Episoden)
- 2020: Death to 2020
- 2021: Death to 2021
- 2022: Cunk on Earth (Miniserie, 5 Episoden)
- 2024: Die frei erfundenen Abenteuer von Dick Turpin (Fernsehserie)
- 2024: Cunk on Life

## Auszeichnungen
- 2006: 2. Platz des Hackney Empire New Act of the Year[6]
- 2006: 2. Platz Funny Women Award[6]